# カワチ薬品
株式会社カワチ薬品（カワチやくひん、英: CAWACHI LIMITED）は、大手ドラッグストアチェーン。東京証券取引所プライム市場上場。本社は栃木県小山市。

## 概要

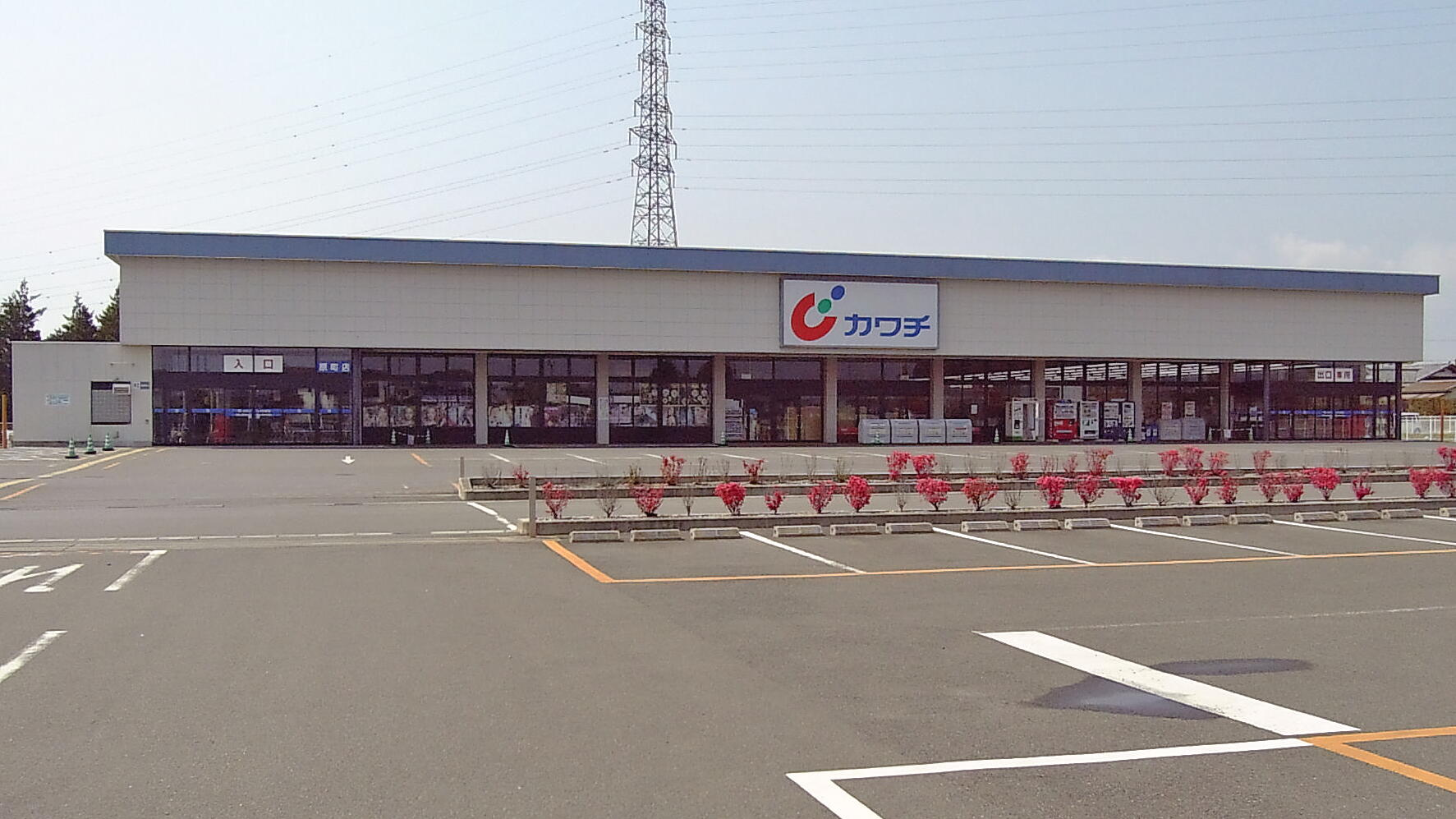
カワチ薬品原町店

ドラッグストアの業界平均（約150坪）を大きく上回る600～1,000坪規模の郊外ロードサイド型店舗「メガ・ドラッグストア」を開発、栃木県を基盤に東日本（北海道・東海北陸地方を除く）で事業展開している。1店舗あたりの平均年商は、ドラッグストア業界平均の約4倍という。取扱商品も多岐にわたり、医薬品、日用消耗品、インテリア雑貨、ヘルス&ビューティケア、育児用品、軽家電、一般食品など生鮮食料品を除くほぼ全ての生活用品が揃っている。売上に占める一般食品の割合が45%（2005年度）であり、業界平均の15%強と比べきわめて高い。

### 現況
再編の進む業界にあって、同社も2001年に株式会社サンドラッグと業務提携を結んだ（サンドラッグは当社店舗が手薄な東京都、神奈川県などに多くの店舗を持っている）。2006年には、茨城県を中心にドラッグストアチェーンを運営する株式会社倉持薬局を買収（2014年に吸収合併）し、北関東の地盤を固めた。さらに2014年には青森県を中心にドラッグストアチェーンを運営する株式会社横浜ファーマシーを完全子会社化している。

## 沿革
- 1960年7月 - 河内薬品を創業し、栃木駅前に出店。
- 1967年4月 - 有限会社河内薬品を設立。
- 1969年4月 - 本部を栃木市入舟町に移転。
- 1980年7月 - 株式会社カワチ薬品に改組。
- 1982年3月 - 本部を現在地に移転。
- 1996年10月 - 日本初の調剤薬局併設型メガ・ドラッグストアを茨城県日立市に開店。
- 2000年9月 - 株式を店頭公開市場に上場。（現・ジャスダック）
- 2001年5月 - 株式会社サンドラッグと業務提携を締結。
- 2002年12月 - 東京証券取引所第一部に上場。
- 2006年12月 - 倉持薬局を完全子会社化。
- 2014年1月 - 横浜ファーマシーを完全子会社化[4]。
- 2014年3月 - 倉持薬局を吸収合併[5]。

## 歴代社長
カワチ薬品社長
- 河内良三郎：1980年 - 2002年
- 河内伸二：2002年 - 現職

## 不祥事・事件
景品表示法違反
2010年にカワチ薬品は、栃木県内の46店舗と新聞折り込みチラシで、実際の販売価格よりも高い価格を通常価格と偽り、販売価格を安くみせかけて販売したとして、栃木県は、これらの表示は実際より安い印象を消費者に与え、景品表示法に違反するとして、カワチ薬品にすべての商品の表示内容を点検することと、再発防止策の役員、従業員への徹底、チラシに消費者が誤認するような偽装表示を行わないことを指示した。